# Olympische Sommerspiele 1976/Teilnehmer (Amerikanische Jungferninseln)
| Gelbes Symbol für Goldmedaillen mit stilisierten Olympischen Ringen | Graues Symbol für Silbermedaillen mit stilisierten Olympischen Ringen | Braundes Symbol für Bronzemedaillen mit stilisierten Olympischen Ringen |
| ------------------------------------------------------------------- | --------------------------------------------------------------------- | ----------------------------------------------------------------------- |
| —                                                                   | —                                                                     | —                                                                       |

Die Amerikanischen Jungferninseln nahmen an den Olympischen Sommerspielen 1976 in Montreal mit einer Delegation von 21 Sportlern (19 Männer, zwei Frauen) in sechs Sportarten teil. Es war die dritte Teilnahme an Olympischen Spielen für die Amerikanischen Jungferninseln. Fahnenträger bei der Eröffnungsfeier war der Ringer Ivan David.

## Teilnehmer nach Sportarten

### Boxen
| Athleten         | Wettbewerb        | 1. Runde    | 1. Runde        | Achtelfinale   | Achtelfinale    | Viertelfinale | Viertelfinale | Halbfinale    | Halbfinale    | Finale        | Finale        | Rang |
| Athleten         | Wettbewerb        | Gegner      | Ergebnis        | Gegner         | Ergebnis        | Gegner        | Ergebnis      | Gegner        | Ergebnis      | Gegner        | Ergebnis      | Rang |
| ---------------- | ----------------- | ----------- | --------------- | -------------- | --------------- | ------------- | ------------- | ------------- | ------------- | ------------- | ------------- | ---- |
| Herren           |                   |             |                 |                |                 |               |               |               |               |               |               |      |
| Marcelino Garcia | Weltergewicht     | Kim Ju-Seak | Punktniederlage | ausgeschieden  | ausgeschieden   | ausgeschieden | ausgeschieden | ausgeschieden | ausgeschieden | ausgeschieden | ausgeschieden | 28   |
| Earl Liburd      | Halbmittelgewicht | Freilos     | Freilos         | Rolando Garbey | Punktniederlage | ausgeschieden | ausgeschieden | ausgeschieden | ausgeschieden | ausgeschieden | ausgeschieden | 9    |

### Leichtathletik
Laufen und Gehen 
| Athleten       | Wettbewerb  | Vorlauf     | Vorlauf     | Halbfinale    | Halbfinale    | Finale        | Finale        | Rang |
| Athleten       | Wettbewerb  | Zeit        | Rang        | Zeit          | Rang          | Zeit          | Rang          | Rang |
| -------------- | ----------- | ----------- | ----------- | ------------- | ------------- | ------------- | ------------- | ---- |
| Herren         |             |             |             |               |               |               |               |      |
| Hank Klein     | 20 km Gehen | 1:50:50,4 h | 1:50:50,4 h | 1:50:50,4 h   | 1:50:50,4 h   | 1:50:50,4 h   | 1:50:50,4 h   | 36   |
| Ronald Russell | 100 m       | 11,24 s     | 7           | ausgeschieden | ausgeschieden | ausgeschieden | ausgeschieden | -    |
| Damen          |             |             |             |               |               |               |               |      |
| Rita Hendricks | 100 m       | 13,51 s     | 6           | ausgeschieden | ausgeschieden | ausgeschieden | ausgeschieden | -    |

### Ringen
| Athleten        | Wettbewerb        | 1. Runde          | 1. Runde | Achtelfinale | Achtelfinale | Viertelfinale | Viertelfinale | Halbfinale | Halbfinale | Hoffnungsrunde Viertelfinale | Hoffnungsrunde Viertelfinale | Hoffnungsrunde Halbfinale | Hoffnungsrunde Halbfinale | Hoffnungsrunde Finale | Hoffnungsrunde Finale | Finale        | Finale        | Rang |
| Athleten        | Wettbewerb        | Gegner            | Ergebnis | Gegner       | Ergebnis     | Gegner        | Ergebnis      | Gegner     | Ergebnis   | Gegner                       | Ergebnis                     | Gegner                    | Ergebnis                  | Gegner                | Ergebnis              | Gegner        | Ergebnis      | Rang |
| --------------- | ----------------- | ----------------- | -------- | ------------ | ------------ | ------------- | ------------- | ---------- | ---------- | ---------------------------- | ---------------------------- | ------------------------- | ------------------------- | --------------------- | --------------------- | ------------- | ------------- | ---- |
| Freistil Herren |                   |                   |          |              |              |               |               |            |            |                              |                              |                           |                           |                       |                       |               |               |      |
| Ivan David      | Weltergewicht     | Jarmo Övermark    | 0:4      |              |              |               |               |            |            | nicht angetreten             | -                            | ausgeschieden             | ausgeschieden             | ausgeschieden         | ausgeschieden         | ausgeschieden | ausgeschieden | -    |
| Ronald Joseph   | Leichtgewicht     | Rami Miron        | 0:4      |              |              |               |               |            |            | Rafael González              | 0:4                          | ausgeschieden             | ausgeschieden             | ausgeschieden         | ausgeschieden         | ausgeschieden | ausgeschieden | 22   |
| Emille Kitnurse | Fliegengewicht    | Giuseppe Bognani  | 0:4      |              |              |               |               |            |            | Jeon Hae-Seop                | 0:4                          | ausgeschieden             | ausgeschieden             | ausgeschieden         | ausgeschieden         | ausgeschieden | ausgeschieden | 17   |
| Wayne Thomas    | Halbschwergewicht | Levan Tediashvili | 0:4      |              |              |               |               |            |            | Peter Neumair                | 0:4                          | ausgeschieden             | ausgeschieden             | ausgeschieden         | ausgeschieden         | ausgeschieden | ausgeschieden | 19   |

### Schießen
| Herren            |                                 |     |    |
| Harold Fredericks | Kleinkalibergewehr liegend 50 m | 571 | 74 |
| Peter Hogan       | Kleinkalibergewehr liegend 50 m | 571 | 74 |
| Russell Johnson   | Skeet                           | 168 | 65 |
| Felix Navarro     | Skeet                           | 165 | 66 |

### Schwimmen
| Athleten       | Wettbewerb          | Vorlauf   | Vorlauf | Halbfinale    | Halbfinale    | Finale        | Finale        | Rang |
| Athleten       | Wettbewerb          | Zeit      | Rang    | Zeit          | Rang          | Zeit          | Rang          | Rang |
| -------------- | ------------------- | --------- | ------- | ------------- | ------------- | ------------- | ------------- | ---- |
| Herren         |                     |           |         |               |               |               |               |      |
| Steven Newkirk | 100 m Freistil      | 55,43 s   | 7       | ausgeschieden | ausgeschieden | ausgeschieden | ausgeschieden | -    |
| Steven Newkirk | 200 m Freistil      | 1:59,95 m | 5       | ausgeschieden | ausgeschieden | ausgeschieden | ausgeschieden | -    |
| Steven Newkirk | 100 m Schmetterling | 1:01,46 m | 8       | ausgeschieden | ausgeschieden | ausgeschieden | ausgeschieden | -    |
| Steven Newkirk | 200 m Schmetterling | 2:17,84 m | 6       | ausgeschieden | ausgeschieden | ausgeschieden | ausgeschieden | -    |
| Damen          |                     |           |         |               |               |               |               |      |
| Shelley Cramer | 100 m Freistil      | 1:00,67 m | 5       | ausgeschieden | ausgeschieden | ausgeschieden | ausgeschieden | -    |
| Shelley Cramer | 200 m Freistil      | 2:14,94 m | 7       | ausgeschieden | ausgeschieden | ausgeschieden | ausgeschieden | -    |
| Shelley Cramer | 100 m Schmetterling | 1:08,55 m | 7       | ausgeschieden | ausgeschieden | ausgeschieden | ausgeschieden | -    |

### Segeln
| Herren                                 |             |       |    |
| Art Andrew                             | Finn-Dinghy | 183,0 | 27 |
| John Foster, Dan Morrison              | Tempest     | 101,7 | 13 |
| Doug Graham, Dick Johnson, Tim Kelbert | Soling      | 168,0 | 24 |

## Weblink
- Olympiamannschaft der Amerikanischen Jungferninseln 1976 in der Datenbank von Sports-Reference (englisch; archiviert vom Original)